# روتنوسن
روتنوسن (انگلیسی: Ruthenocene) یک ترکیب آلی فلزی حاوی فلز روتنیم با فرمول شیمیایی (C5H5)2Ru می‌باشد. این ماده در دسته ترکیبات ساندویچی قرار داشته و یک متالوسن محسوب می شود.